# 斯氏潛魚
斯氏潛魚為輻鰭魚綱鼬魚目鼬魚亞目隱魚科的其中一種，分布於中西太平洋的印尼海域，棲息深度27-34公尺，體長可達10公分，為底棲性魚類，與海參共生，屬肉食性。

## 擴展閱讀
維基物種上的相關：斯氏潛魚